# Diagram w greckiej geometrii

Diagram do twierdzenia 5 z księgi I Elementów Euklidesa

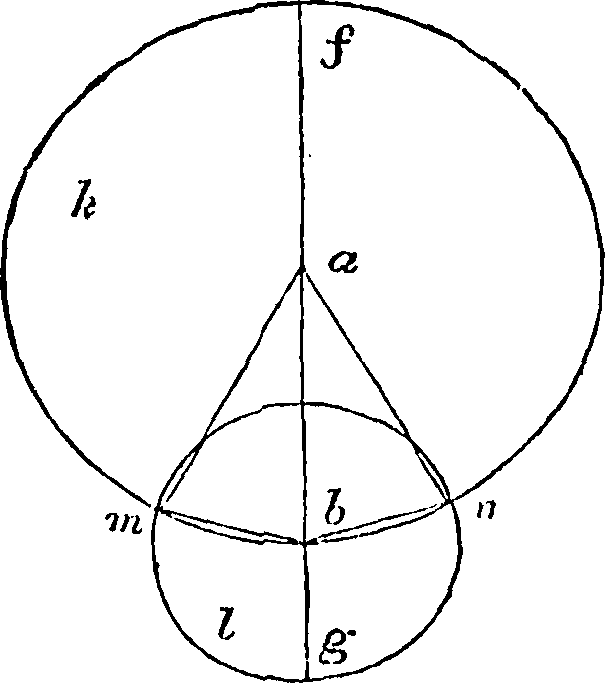
Diagram z komentarza Proklosa do księgi I Elementów Euklidesa, Londyn 1792

Diagram w greckiej geometrii – rysunek linii prostych i zazwyczaj też okręgów wraz z towarzyszącymi im symbolami literowymi, stanowiący integralną część przekazu geometrycznego (konstrukcji lub twierdzenia) w Elementach Euklidesa oraz w dziełach Archimedesa i innych greckich geometrów. 
Diagramy, chociaż od czasów Euklidesa towarzyszą nauce geometrii, dopiero w ostatnim półwieczu zaczęły być systematycznie badane. Były one osiągnięciem Greków, stanowiły istotną, nieodłączną część ich rozumowania geometrycznego, na równi ze słowem pisanym. Tworzenie diagramu (διάγραμμα, dia-gramma, „przez linie”) było sednem przekazu, umożliwiało odniesienie tekstu do szczegółów rysowanych figur. Diagram nie był jednak obrazem; był schematycznym przedstawieniem pewnej sytuacji geometrycznej. 
W geometrii zasadniczą różnicą między przekazem werbalnym a rysunkowym jest to, że np. trójkąt – jeśli jest narysowany – musi mieć jakiś określony stosunek długości boków, m.in. musi być albo ostrokątny, albo prostokątny, albo rozwartokątny. Natomiast słowo trójkąt jest ogólne i niczego nie zakłada. To jest wyraźna przewaga tekstu i – ogólniej – nowożytnej matematyki opartej na pojęciach. 
Osiągnięciem Greków było to, że potrafili rysunkowo przekazywać ogólne treści geometryczne, nie popełniając przy tym błędów logicznych. W stale powtarzanym schemacie prezentacji twierdzeń w Elementach najpierw była werbalna teza, potem schematyczny diagram z oznaczeniami literowymi, a w trzecim kroku – przeformułowana teza wykorzystująca te oznaczenia. Rozumowanie greckie wykorzystujące pojedynczy diagram było traktowane jako ogólne, dotyczyło wszystkich obiektów, o których była mowa w twierdzeniu. Euklides nie popełnił nigdzie błędu wynikającego z zasugerowania się jednostkowym rysunkiem. 
Do niewypowiedzianych założeń Elementów należy przypisywane – poprzez narysowany diagram – takich cech, jak ciągłość linii tam przedstawionych, uporządkowanie punktów narysowanych na danej prostej, leżenie we wnętrzu ograniczonym przez figurę. 
Nie zachował się żaden oryginalny starożytny diagram; badacze dysponują jedynie nielicznymi kopiami bizantyjskimi i arabskimi. Dopiero pod koniec XX wieku zaczęto szczegółowo analizować zachowane egzemplarze. Okazało się m.in., że duński historyk nauki Johan Ludvig Heiberg w swym epokowym, krytycznym wydaniu Elementów (po grecku i w przekładzie łacińskim) nie reprodukował bynajmniej wiernie zachowanych diagramów, lecz je świadomie dostosował do współczesnego nastawienia. Nauczyciele liceum wymagają n.p., by trójkąt na rysunku – jeżeli z założenia ma być dowolny – był „typowy”, tj. nie miał żadnych specjalnych cech, by nie był ani równoramienny, ani prostokątny, ani rozwartokątny. Badania jednak wykazały, że na greckim diagramie schematyczny rysunek trójkąta równobocznego mógł reprezentować trójkąt dowolny, a cięciwy okręgu bywały celowo rysowane lekkim łukiem.